# Église Notre-Dame de Félines-Termenès
L'église Notre-Dame de Félines-Termenès est une église située en France sur la commune de Félines-Termenès, dans le département de l'Aude en région Occitanie.
L'église ainsi que les restes de carrelage du XIVe siècle, dans le sanctuaire, à l'exception des deux chapelles ont été inscrits au titre des monuments historiques en 1948.

## Localisation
L'église est située dans la commune de Félines-Termenès, dans le département français de l'Aude.

## Historique
L'église a été mentionnée en 1285. La cure était sous la protection de la commanderie d'Homps, ou les Chevaliers de Saint-Jean de Jérusalem, jusqu'en 1444, quand elle fut unie au chapitre de la cathédral Saint-Just de Narbonne. L'édifice est inscrit au titre des monuments historiques le 21 avril 1948.

L'église et ses abords sont inscrits au titre des sites naturels depuis 1942.